# Szkocki zwisłouchy

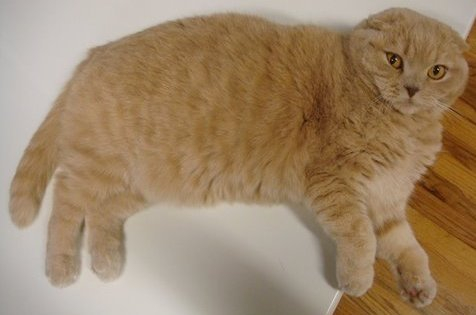
Szkocki zwisłouchy

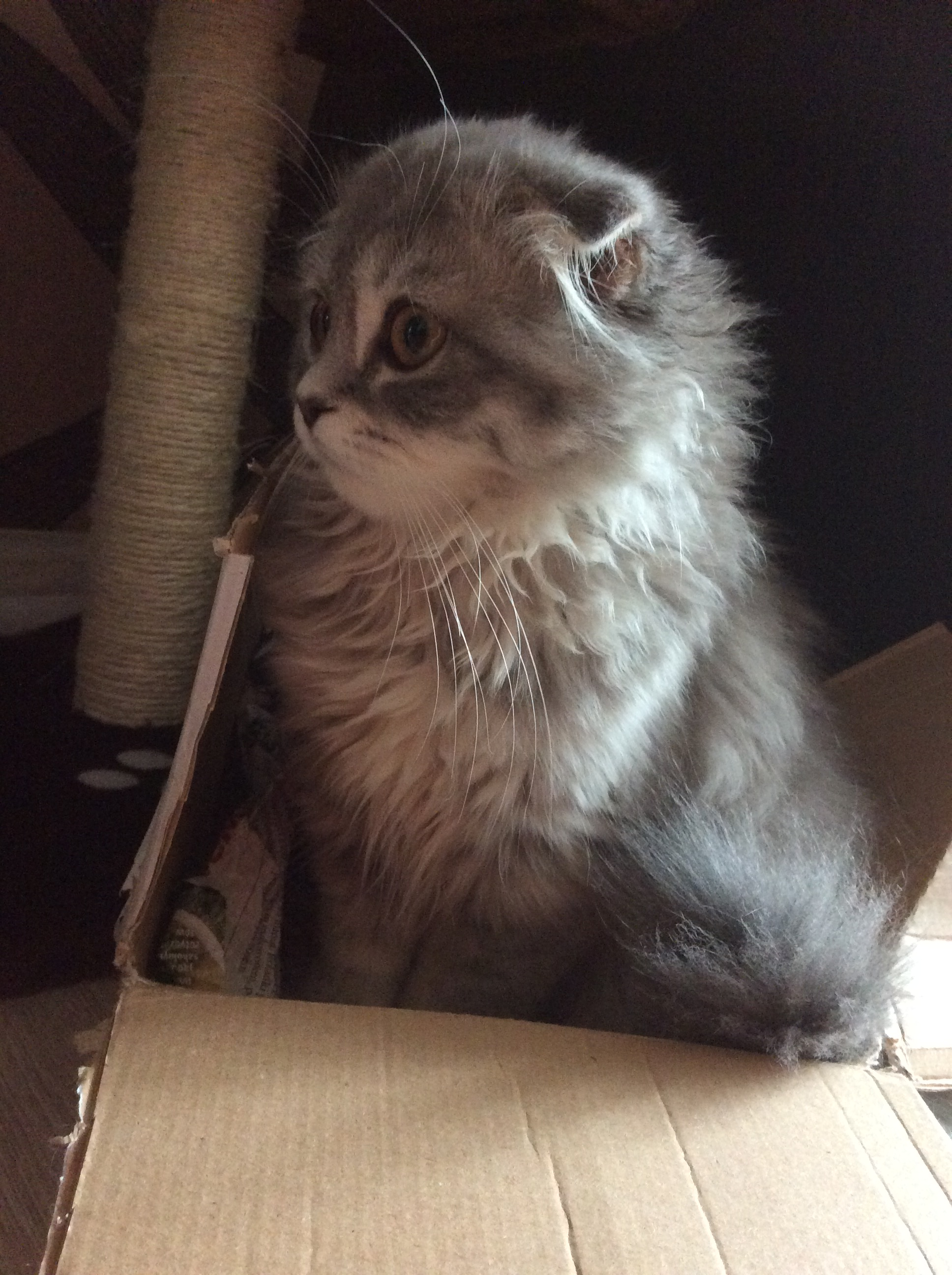
Szkocki Fold zwisłouchy, długowłosy - niebieska posrebrzana kotka (4 mies.)

Szkocki zwisłouchy, fold – rasa kota, powstała przypadkiem w 1961 roku w Szkocji. Rozpoczęto hodowlę poprzez selekcję, a nową rasę nazwano Scottish Fold. Nie jest uznawany i dopuszczany do wystaw przez FIFe.

## Wygląd
Cechą charakterystyczną rasy są małe uszy, szeroko osadzone, zaokrąglone. Głowa zwisłouchów jest idealnie okrągła. Rozróżnia się różne rodzaje załamań - pojedyncze, pofałdowane (np. załamane ku przodowi, a następnie ku tyłowi), lub niesymetryczne (koty z załamanym jednym uchem są dyskwalifikowane). Za tę przedziwną cechę odpowiedzialny jest dominujący gen powszechnie występujący u innych zwierząt domowych (świń, psów, owiec, itd.). U kotów to zjawisko wyjątkowo rzadkie. 
Zabawne, zwisające uszy nadają pyszczkowi tego kota wiecznie zdziwiony wyraz. 
Młode zwisłouchy rodzą się z uszkami stojącymi, które załamują się, dopiero gdy kociak osiąga wiek kilku tygodni.
Obecnie zwisłouchy szkockie to koty krótkowłose, choć znana jest też odmiana długowłosa zwana Highland Fold.
Koty zwisłouche umaszczone mogą być analogicznie do umaszczenia kotów brytyjskich krótkowłosych (z wyjątkiem czekoladowego, lila i color point). Barwa oczu musi harmonizować z umaszczeniem.
Dopuszczalne są wszystkie umaszczenia, oprócz maści typu syjamskiego, lawendowej i czekoladowej. 
Pielęgnacja tego kota jest łatwa, tylko odmiana długowłosa wymaga częstszego czesania.

## Charakter
Zwisłouchy są kotami bardzo sympatycznymi i przyjaznymi. Lubią zabawę, są bardzo przymilne.
Jest kotem łagodnym, zrównoważonym i spokojnym, o umiarkowanym temperamencie. Bardzo przywiązuje się do rodziny, jednak najczęściej wybiera sobie jedną osobę i staje się jej najlepszym przyjacielem. Nie jest jednak natrętny w domaganiu się pieszczot. Najczęściej żyje w zgodzie z kotami i innymi zwierzętami domowymi.
Mimo że koty te nie są zbyt skoczne, uwielbiają polować.

## Zdrowie
Rasa podatna na choroby genetyczne, przez hodowców jest często nieuznawana ze względu na chorowitość kotów, a ich hodowlę uznaje się za nieetyczną. Często już w młodym wieku zapadają na ciężką chorobę stawów i kości zwaną osteochondrodysplazją. Choroba jest trudna w leczeniu i oznacza dla zwierzęcia życie w ciągłym bólu. Szczególnie podatne są krzyżówki kotów tej samej rasy. Dlatego są wątpliwości etyczne co do rozmnażania tych kotów.